# SRI International

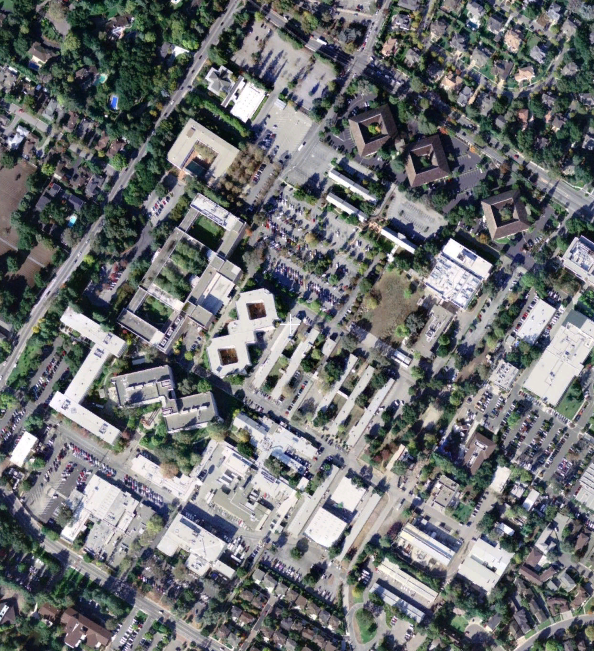
Foto satelital del campus de SRI International en Menlo Park, California.

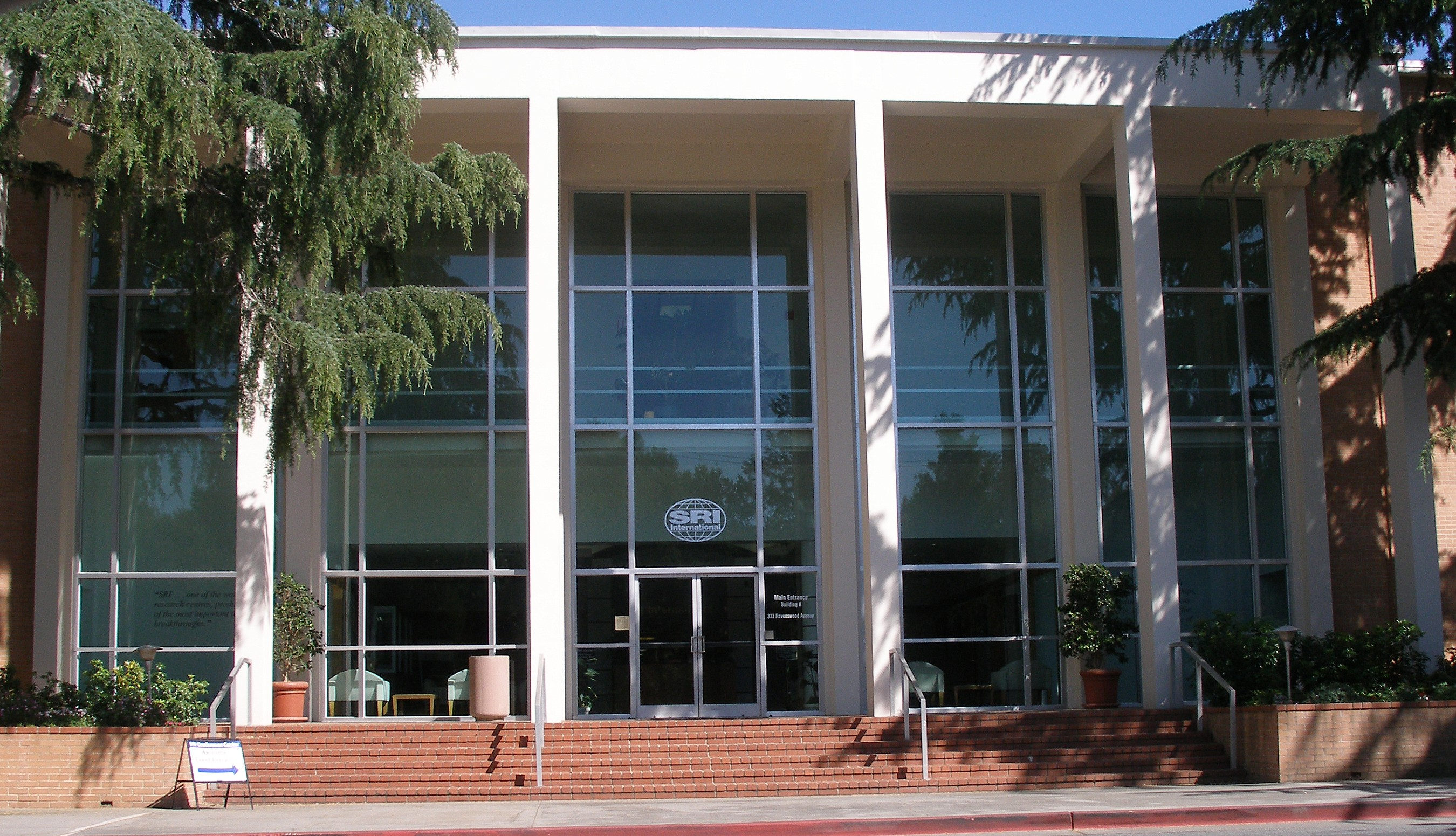
Entrada de sede principal de SRI International en Menlo Park.

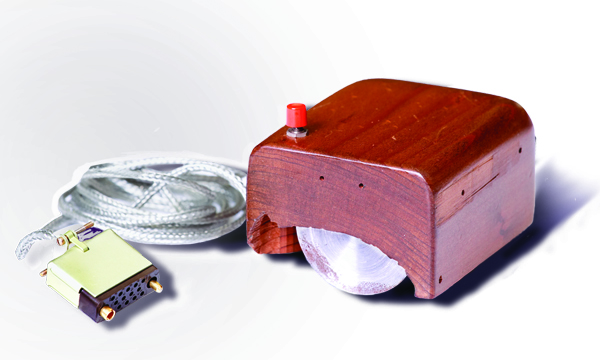
Prototipo del accesorio informático conocido como ratón o mouse, construido por el Ing. Bill English.

SRI International es una empresa estadounidense, cuyas bases principales se encuentran en Menlo Park, en California, y que lleva adelante investigaciones en diferentes dominios científicos y tecnológicos, en beneficio del Gobierno de Estados Unidos y de empresas privadas.
SRI International antes era conocida como Stanford Research Institute, pues dependía directamente de la Universidad Stanford.

## Hecho remarcable
Fue en el Stanford Research Institute, que Douglas Engelbart inventó el entorno de escritorio o entorno gráfico (GUI), así como el accesorio conocido como ratón, en 1968.
Estas innovaciones luego fueron retomadas por el Palo Alto Research Center de Xerox, y más tarde por Apple para sus modelos Lisa y Macintosh.